# Madhupur
Madhupur (beng. মধুপুর) – miasto w Bangladeszu (prowincja Dhaka). Według danych szacunkowych na rok 2009 liczy 136 433 mieszkańców.

## Gallery

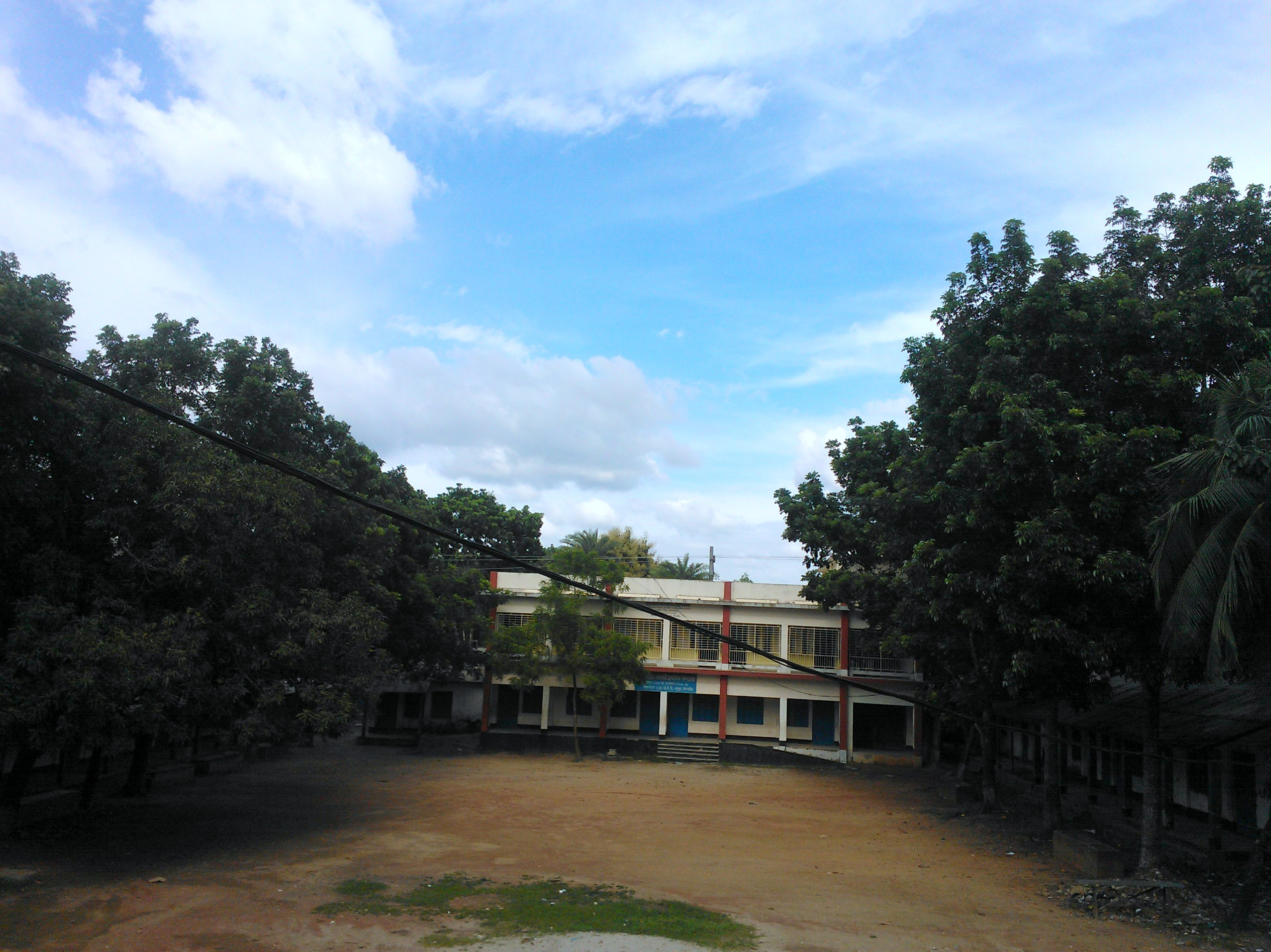
a primary school in Madhupur.
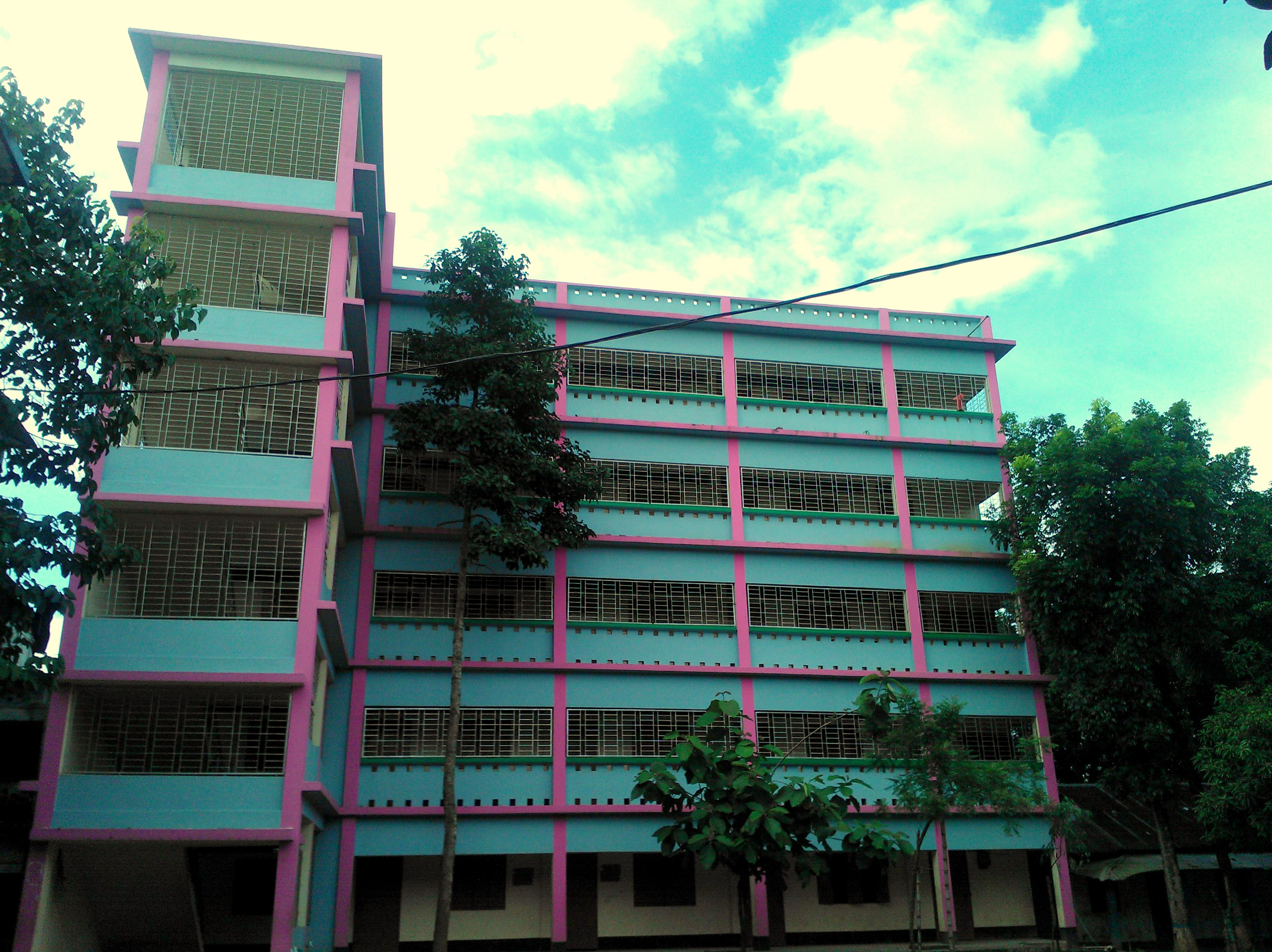
Madhupur Shahid Smrity High School.
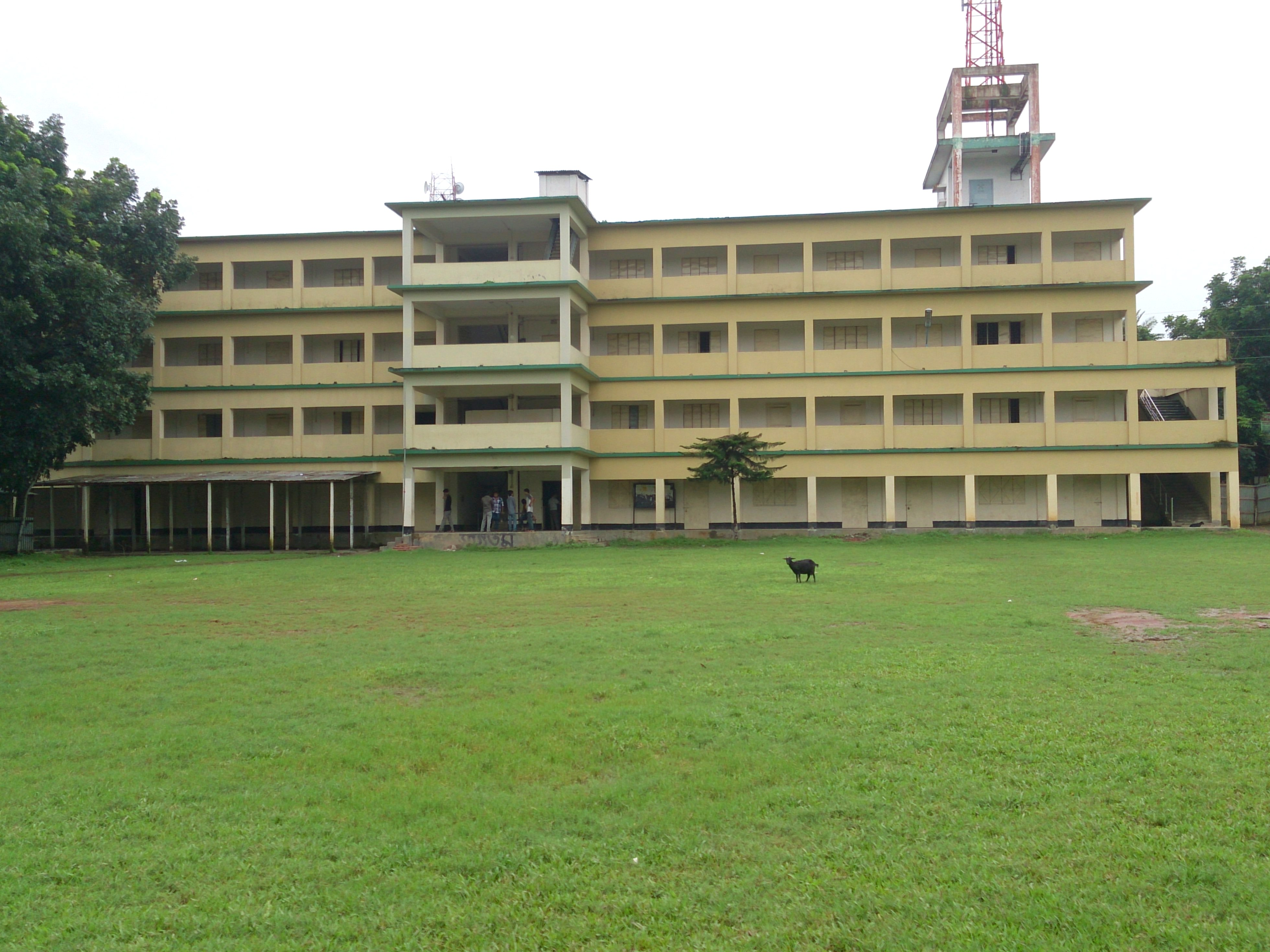
Madhupur Shahid Smrity college building.